# Eau du Soleil Sky Tower
 (mai 2023).
Si vous disposez d'ouvrages ou d'articles de référence ou si vous connaissez des sites web de qualité traitant du thème abordé ici, merci de compléter l'article en donnant les références utiles à sa vérifiabilité et en les liant à la section « Notes et références ».
 (mai 2023).
L'Eau du Soleil Sky Tower est un gratte-ciel résidentiel en construction à Toronto au Canada. Il s'élèvera à 228 mètres. Son achèvement est prévu pour 2019.